# 厚鴕屬
厚鴕屬為棲息於上新世晚期至更新世中期歐亞大陸上已滅絕的鳥類，化石發現於匈牙利、克里米亞共和國、羅馬尼亞、喬治亞及中國。厚鴕屬下共有3種：P. pannonicus（模式種）、P. dmanisensis與P. transcaucasicus，這些種早先均被分類至鴕鳥屬。於中國泥河灣組所發現的不完整的股骨化石，目前也暫定時分類於厚鴕屬。P. dmanisensis的頂高估計可達3.5米（11英尺），體重可達450（990磅），遠大於現存的鴕鳥，為目前已知體型最大的鳥類之一。
雖然厚鴕屬常被暱稱為是「巨型鴕鳥」，但牠們與現存鴕鳥屬的親緣關係仍屬未知。

## 下属物种
本属包括以下物种：
- Pachystruthio dmanisensis Burchak-Abramovich & Vekua, 1990[5]
- 潘诺尼亚厚鸵 Pachystruthio pannonicus Kretzoi, 1954
- Pachystruthio transcaucasicus Burchak-Abramovich & Vekua, 1971